# Summer Holiday (pel·lícula de 1948)
Summer Holiday és una pel·lícula de comèdia musical estatunidenca de 1948, dirigida per Rouben Mamoulian i protagonitzada per Mickey Rooney i Gloria DeHaven La imatge està basada en l'obra Ah, Wilderness! (1933) d'Eugene O'Neill, que havia estat filmada amb aquest nom per MGM el 1935 amb Rooney en un paper molt més petit, com el germà petit. Tot i que es va completar l'octubre de 1946, aquesta pel·lícula va quedar a la prestatgeria fins al 1948.
A més de Walter Huston, el repartiment de suport compta amb Frank Morgan com el borratxo oncle Sid, (un paper originat a l'obra teatral per Gene Lockhart, interpretat a la pantalla per Wallace Beery el 1935 i més tard per Jackie Gleason a Broadway), així com Marilyn Maxwell, Agnes Moorehead, Selena Royle i Anne Francis. Un dels musicals de la MGM del productor Arthur Freed, té un vestuari i cinematografia que aprofita al màxim el Technicolor.

## Trama
La pel·lícula té lloc a Danville, Connecticut, a partir del juny de 1906. Se centra en Richard Miller, de 17 anys, que està a punt de graduar-se a l'escola secundària, anar a Yale i entrar al món dels adults. Té una visió cínica del món per tots els llibres que ha anat llegint. Té una xicota, Muriel McComber, a qui estima molt (viu a l'altra banda) però ella té por que la besin. Intenta convèncer-la mentre canten "Afraid to Fall in Love". No rep el petó però ballen pel parc.
El pare de Richard, Nat Miller, editor del diari de la ciutat, és un home savi amb un sentit de l'humor que li serveix bé per afrontar els reptes de la paternitat. Richard té tres germans més: el germà gran Arthur, que és a casa de vacances de Yale; una germana, Mildred, i entremaliat Tommy, el més petit.
També viuen amb la família el seu oncle Sid i la cosina Lily. Solen estar a punt de casar-se, però la beguda de l'oncle s'interposa. L'oncle Sid marxa a una nova feina a Waterbury, amb l'esperança de fer-ho bé (té gairebé 50 anys).
La classe que es gradua entra a l'auditori marxant cap a la cançó de lluita de Danville High i passa sense problemes a una Alma Mater elegíaca, i la càmera mostra vinyetes commovedores de gent del poble que escolta, incloses les recreacions deliberades de "Daughters of Revolution" de Grant Wood, "Woman with Plants," i “American Gothic”. En Richard, que és finalista, té previst fer una crida marxista a les armes, però deixa el seu discurs on el pot veure el seu pare i, durant un aplaudiment, Nat l'atura abans que pugui arribar al material revolucionari. Després de la cerimònia, el seu pare li pregunta si la seva consciència li permetrà conduir el Stanley Steamer de la família. Segueix un número brillant construït al voltant de la cançó "Stanley Steamer" segueix.
Alba en un matí tranquil; el poble és guarnit amb banderes per al 4 de juliol. De sobte, esclaten explosions per tota la ciutat mentre nens i nenes (i un avi jove) encenen focs artificials massius.
En Richard, encara esbotxant propaganda revolucionària i menyspreant el 4, se sorprèn de trobar que el seu pare no sols ha llegit “Revolució francesa” de Carlyle sinó que l'admira— com fa el Rubáiyát d'Omar Khayyam. La mare Essie, d'altra banda, està horroritzada per l'elecció de la lectura de Richard, que també inclou Swinburne i The Ballad of Reading Gaol de Oscar Wilde, i diu que això "no és cap mena de lectura per a un noi jove".
Apareix l'oncle Sid i la Nat ràpidament s'adona que l'han acomiadat. Per estalviar-li la vergonya, ofereix a Sid el seu antic treball.
Al quiosc, un cornetista mostra la seva habilitat, tocant el número del "Dia de la Independència". Un quadre que recrea The Spirit of '76 fa una reverència. Tothom celebra en pícnics separats; cada zona té la seva pròpia rutina per anar amb el "Dia de la Independència".
Al pícnic dels homes tenen un concurs de beure cervesa, que guanya Sid. Al pícnic de les dones juguen al croquet i comparteixen les delícies que han cuinat. Els nens neden a l'estany i els joves canten i ballen.
Tan bon punt la família Miller ha tornat a casa per sopar, arriba el pare de la Muriel, acusant en Richard de corrompre la moral de la Muriel. Va veure en Richard intentant besar-la. Això era prou dolent, però les cartes que Richard li va escriure són pitjors. Quan Nat Miller s'ho pren tot amb sentit de l'humor, Macomber l'amenaça amb la pèrdua de la seva publicitat i se'n va, deixant una carta de comiat de Muriel a Richard, dictada per ell. Quan en Richard la llegeix, està desconsolat, devastat i enfadat; esclata a plorar.
A la taula del sopar, un Sid ebri fa riure a tothom, però la Lily plora, dient que tots l'encoratgen i se'n riuen d'ell, i potser no ho haurien de fer. Richard es llança a una diatriba sobre dones que condueixen els homes a beure i marxa fora de casa. A la porta d'entrada, l'amic del seu germà gran, Wint (Hal Hackett) el convida a una doble cita amb unes "noies elegants de New Haven". Resulta que són una parella de ballarines. Wint i Crystal (Ruth Brady) marxen immediatament. La noia d'en Richard, Belle (Marilyn Maxwell), el porta a un bar a beure, tot i que és menor d'edat.
El cambrer posa alguna cosa a la beguda d'en Richard. S'emborratxa però té l'efecte contrari al que esperava Belle. Comença a intentar reformar-la. La Belle s'enfada d'ell i se'n va a seure amb un altre noi. Quan aquest home assenyala que en Richard és menor d'edat, el cambrer l'expulsa. Quan la Belle li diu que el noi és fill d'un propietari d'un diari i que el podria fer fora de la ciutat, expulsa la Belle.
Richard arriba a casa borratxo i trist. L'endemà, Belle escriu a Nat, denunciant el cambrer per servir alcohol a un noi menor d'edat.
Mentrestant, la Muriel finalment troba la manera d'enviar una nota de disculpa a Richard, a través de Tommy, dient que sempre l'estimarà. Es troben a la nit al rierol i finalment es fan un petó. "No serà meravellós quan estiguem casats?" exclama en Richard
Torna a casa en un estat d'exaltació. El seu pare diu que ja era hora que parlin seriosament sobre: "determinades dones". Nat s'obre a si mateix en un estat, recorrent, tallant i destrossant l'escultura d'argila de Lincoln de Richard, i mai completant una frase. Finalment, Richard, ple de preocupació, dona un beure d'aigua al seu pare i li diu que no es preocupi, que es casarà amb la Muriel. (L'escena es va escriure d'aquesta manera per evitar el censor, que es va negar a aprovar qualsevol llenguatge que s'aproximés al tema del sexe.)
Sid i Lili estan al gronxador bevent llimonada. La Mildred i l'Art estan caminant amb els seus estimats. El Sr. Macomber i Nat s'han reconciliat, fora de càmera. La perspectiva de Richard sobre el futur és ara més brillant i feliç. "Estem completament envoltats d'amor". diu en Nat. Richard fa un petó als seus pares i surt a mirar la lluna, saludant la bona nit a la Muriel, que està parada a la finestra del seu dormitori. Nat, examinant l'escena, cita el Rubaiyat i li diu a la seva dona: "La primavera no ho és tot".

## Producció
El director Rouben Mamoulian va veure aquest projecte com una oportunitat per crear un tipus de "joc musical" molt diferent i va donar als compositors Ralph Blane (lletra) i Harry Warren (música) instruccions específiques sobre el que volia fer.
El resultat es pot veure a la seqüència inicial, "Our Home Town", començada per Nat Miller, que ens presenta el poble i la família. La seqüència segueix cap endavant i cap enrere en versos que es canten, versos que es diuen en rima i versos que es llegeixen directament, i acaba a la font de soda. La durada d'aquesta seqüència pot ser l'arrel de la idea incorrecta que tota la pel·lícula està escrita en rima.

## Repartiment
- Mickey Rooney com a Richard Miller
- Gloria DeHaven com a Muriel
- Walter Huston com a Nat Miller
- Frank Morgan com l'oncle Sid
- Jackie 'Butch' Jenkins com a Tommy
- Marilyn Maxwell com a Belle
- Agnes Moorehead com a cosina Lily
- Selena Royle com a Sra. Miller
- Michael Kirby com Arthur Miller
- Shirley Johns com Mildred
- Hal Hackett com a Wint
- Anne Francis com Elsie Rand
- John Alexander com el Sr. McComber
- Virginia Brissac com a Miss Hawley
- Howard Freeman com el Sr. Peabody
- Emory Parnell com a barman del Danville Beach Club

## Recepció
La pel·lícula va ser una decepció a la taquilla, ja que només va guanyar 1.208.000 dòlars als EUA i Canadà i 401.000 dòlars a altres llocs, la qual cosa va suposar una pèrdua d'1.460.000 dòlars. Avui es considera un clàssic menor, "en gran part a causa de l'enfocament innovador de Mamoulian.”